# Arista (logiciel)
Pour les articles homonymes, voir Arista.
Arista est un logiciel libre de transcodage vidéo, pour les systèmes d'exploitation GNU/Linux et MacOS Xs.
Il permet de transcoder très facilement une vidéo ou l'ensemble des vidéos d'un dossier (traitement par lot) dans de nombreux formats. Il peut également utiliser comme source un lecteur optique ou un périphérique de capture.

## Description détaillée
Outre sa rapidité, son principal avantage est sa simplicité d'utilisation : il n'y a pas besoin de connaître la technique (codecs, conteneurs, etc.). Dans la pratique, il suffit de :
- sélectionner la source (fichier, dossier ou périphérique) ;
- sélectionner le dossier de destination (par défaut, c'est le dossier précédent) ;
- choisir le format vidéo désiré parmi une liste très explicite et qui contient, entre autres possibilités, les éléments suivants :
  - Android - Droid X ;
  - Apple IOS - iPad ;
  - Computer - H.264 ;
  - DVD Player - DivX Home Theater ;
  - DVD Player - NTSC DVD ;
  - DVD Player - PAL DVD ;
  - Nokia N Series - N900 MPEG4 ;
  - Sony Playstation - PSP ;
  - Navigateur web - WebM.
- lancer la conversion.

Durant la conversion, il est possible de voir la vidéo convertie en temps réel dans une fenêtre redimensionnable. Un message apparaît dans une petite fenêtre surgissante à la fin de chaque transcodage.
La copie d'écran ci-dessous montre, à gauche, la fenêtre d'accueil et, à droite, la fenêtre de sélection :